# L'italiano medio
L'italiano medio è un brano del duo milanese degli Articolo 31, estratto come secondo singolo dal settimo album Italiano medio, pubblicato nel 2004.

## Descrizione
La canzone è una cinica fotografia dell'italiano medio, con riferimenti a fatti e personaggi (della televisione e della politica) che hanno rappresentato la cultura di massa italiana dei primi anni duemila.
Nel video appaiono i protagonisti della serie televisiva I Munchies. Alle immagini vivaci e all'impianto musicale scanzonato - introdotto dalle prime note dell'inno nazionale - si contrappone il testo come un'aspra critica alla figura dell'italiano medio, descritto come un uomo pigro, conformista, ipocrita, incoerente, qualunquista e con un'eccessiva passione per il calcio e il gossip,  e il buon vivere nell'ozio.

## Formazione
- J-Ax - voce
- DJ Jad - giradischi

Altri musicisti
- Francesco Bottai - chitarra
- Paolo Costa - basso
- Elio Rivagli - batteria

## Tracce
1. L'italiano medio